# Nya kärren
Nya kärren este o arie protejată (arie specială de conservare — SAC, sit de importanță comunitară — SCI) din Suedia întinsă pe o suprafață de 2,3 ha, integral pe uscat.

## Localizare
Centrul sitului Nya kärren este situat la coordonatele 59°05′08″N 15°55′26″E / 59.0855°N 15.9239°E.

## Înființare
Situl Nya kärren a fost declarat sit de importanță comunitară în iulie 2000 pentru a proteja 1 specie de animale. Situl a fost protejat și ca arie specială de conservare în martie 2011.

## Biodiversitate
Situată în ecoregiunea boreală, aria protejată conține 2 habitate naturale: Mlaștini alcaline, Mlaștini împădurite.
La baza desemnării sitului se află o specie protejată de  nevertebrate: Vertigo geyeri.